# Sikorsky S-300
Sikorsky S-300 (prej znan kot Hughes 300 in Schweizer 300) je družina lahkih večnamenskih  helikopterjev s trikrakim glavnim rotorjem. Helikopter je sprva proizvajal Hughes Helicopters, ki ga je razvil na bazi Hughes 269. Helikopterje je licenčno proizvajal Schweizer Aircraft, ki ga je potem prevzelo podjetje Sikorsky. Helikopter je v proizvodnji že skoraj 50 let, izdelali so več kot 2800 helikopterjev. S300 se večinoma uporablja za trenažiranje pilotov, pa tudi za zračno fotografiranje in agrikulturne dejavnosti.
Leta 1955 je divizija podjetja Hughes Tool Company, ki je pozneje postala Hughes Helicopters) sklepala, da obstaja trg za majhne, lahke in poceni dvosede helikopterje. Firma je začela z  proizvodnjo Model 269 spetembra 1955. Prvič je poletel 2. oktobra 1956. Leta 1960 je vstopil v proizvodnjo. Hughes si je uspešno zagotovil del trga majhnih helikopterjev.
Leta 1964 je Hughes predstavil malo večjega trisedežnega Model 269B, ki ga je tržil kot Hughes 300. Istega leta je Hughes 269 postavil rekord v časovno najdaljšem letu, ki je traja 101 uro. Pilotirala sta ga dva pilota, gorivo so prečrpavali, ko je bil helikopter v "talnem efektu", sanke so bile vedno v zraku.
Leta 1969 se predstavili izboljšanega Hughes 300C (kdaj tudi 269C) z 190 KM Lycoming HIO-360-D1A motorjem. Povečali so premer rotorja, kar je povečalo uporabni tovor za 45%. Ta model je potem licenčno proizvajal Schweizer.

## Tehnične specifikacije(Schweizer 300C)
- Posadka: 1 pilot
- Kapaciteta: 3 (pilot in dva potnika)
- Tovor: 950 lb (431 kg)
- Dolžina: 30 ft 10 in (9,4 m)
- Premer rotorja: 26 ft 10 in (8,2 m)
- Višina: 8 ft 9 in (2,7 m)
- Površina rotorja: 565 ft2 (52,8 m2)
- Prazna teža: 1100 lb (499 kg)
- Naložena teža: 2050 lb (930 kg)
- Maks. vzletna teža: 2050 lb (930 kg)
- Motor: 1 × Textron Lycoming HIO-360-D1A 4-valjni, protibatni (boxer), 190 KM (141 kW)

- Maks. hitrost: 95 vozlov (109 mph, 176 km/h)
- Potovalna hitrost: 86 vozlov (99 mph, 159 km/h)
- Dolet: 195 nm (204 miles)
- Hitrost vzpenjanja: 750 ft/min (3,82 m/s)